# Bitry (Nièvre)
Bitry – miejscowość i gmina we Francji, w regionie Burgundia-Franche-Comté, w departamencie Nièvre.
Według danych na rok 1990 gminę zamieszkiwało 305 osób, a gęstość zaludnienia wynosiła 17 osób/km² (wśród 2044 gmin Burgundii Bitry plasuje się na 610. miejscu pod względem liczby ludności, natomiast pod względem powierzchni na miejscu 522.).